# Centrale hydroélectrique de Ruzizi III
Pour les articles homonymes, voir Centrale hydroélectrique de Ruzizi.
La centrale hydroélectrique de Ruzizi III est un projet dont la mise en service est prévue d’ici 2030. La centrale hydroélectrique, sera située sur la rivière Ruzizi, à la frontière entre le Rwanda et la république démocratique du Congo (RDC).
À ce jour, les constructions ne sont pas encore lancées et le financement du projet n’est pas encore totalement consolidé.
Le coût total du projet s'élève à 625,19 millions de dollars américains. La centrale devrait avoir une puissance installée de 206 mégawatts,, qui seront repartis équitablement entre le Rwanda, la RDC et le Burundi.

## Emplacement
La centrale électrique est située sur la rivière Ruzizi, à cheval sur la frontière commune entre le Rwanda et la République démocratique du Congo. Son emplacement est à environ 5 km, à vol d'oiseau, à l'ouest de la ville de Bugarama, dans le district de Rusizi, dans la province occidentale du Rwanda, à environ 267 km au sud-ouest de Kigali, la capitale rwandaise,.

## Aperçu
Cette centrale est la troisième d'une cascade de centrales électriques sur la rivière Ruzizi, au profit des pays du Burundi, de la République démocratique du Congo et du Rwanda. Les centrales électriques comprennent Ruzizi I (29,8 mégawatts) et Ruzizi II (43,8 mégawatts), toutes deux situées au nord-ouest de Ruzizi III et toutes deux opérationnelles à partir de juin 2017. L'énergie produite sera distribuée aux trois pays via les réseaux de distribution existants, connectés à Ruzizi I et Ruzizi II. Les centrales électriques et les réseaux de transport seront réhabilités. Le Rwanda devrait absorber 50 mégawatts sur les 147 mégawatts générés à Ruzizi III. Une quatrième centrale, Ruzizi IV, est également en projet.

## Financement
La centrale hydroélectrique Ruzizi III a un coût de construction initialement estimé à 625,19 millions de dollars américains en décembre 2015. Ce financement est assuré par divers bailleurs de fonds, dont la Banque africaine de développement (BAD)  qui contribue à hauteur de 138,88 millions de dollars via son guichet public et 50,22 millions de dollars via un fonds dédié au secteur privé. D’autres contributeurs incluent la Banque européenne d'investissement (BEI), KfW  et la Banque mondiale. Des rapports plus récents ont estimé le coût du projet à 450 millions de dollars.
En 2025, le coût total du projet est confirmé à 625,19 millions de dollars. Le projet repose sur un partenariat public-privé, où la société Ruzizi III Regional Hydropower Project détient 70 % des parts, tandis que le Rwanda, le Burundi et la république démocratique du Congo (RDC) se partagent les 30 % restants. Un accord financier définitif entre les investisseurs et les pays concernés est prévu pour septembre 2025, avec un début des travaux prévu en 2026.
Cependant, le bouclage du financement reste  incertain en raison du conflit à l’est de la RDC. La progression du Mouvement du 23 mars (M23) au Sud-Kivu affecte la zone du projet, conduisant à une approche attentiste de la part des bailleurs de fonds. La BEI, l’un des principaux financeurs, a déclaré que le calendrier de la clôture financière dépendra de l’évolution de la situation. KfW, un autre financeur, a suspendu tout nouvel engagement financier conformément à une décision du gouvernement allemand.

## Voir également
- Centrale hydroélectrique de Ruzizi I
- Centrale hydroélectrique de Ruzizi II
- Centrale hydroélectrique de Ruzizi IV